# ایننی

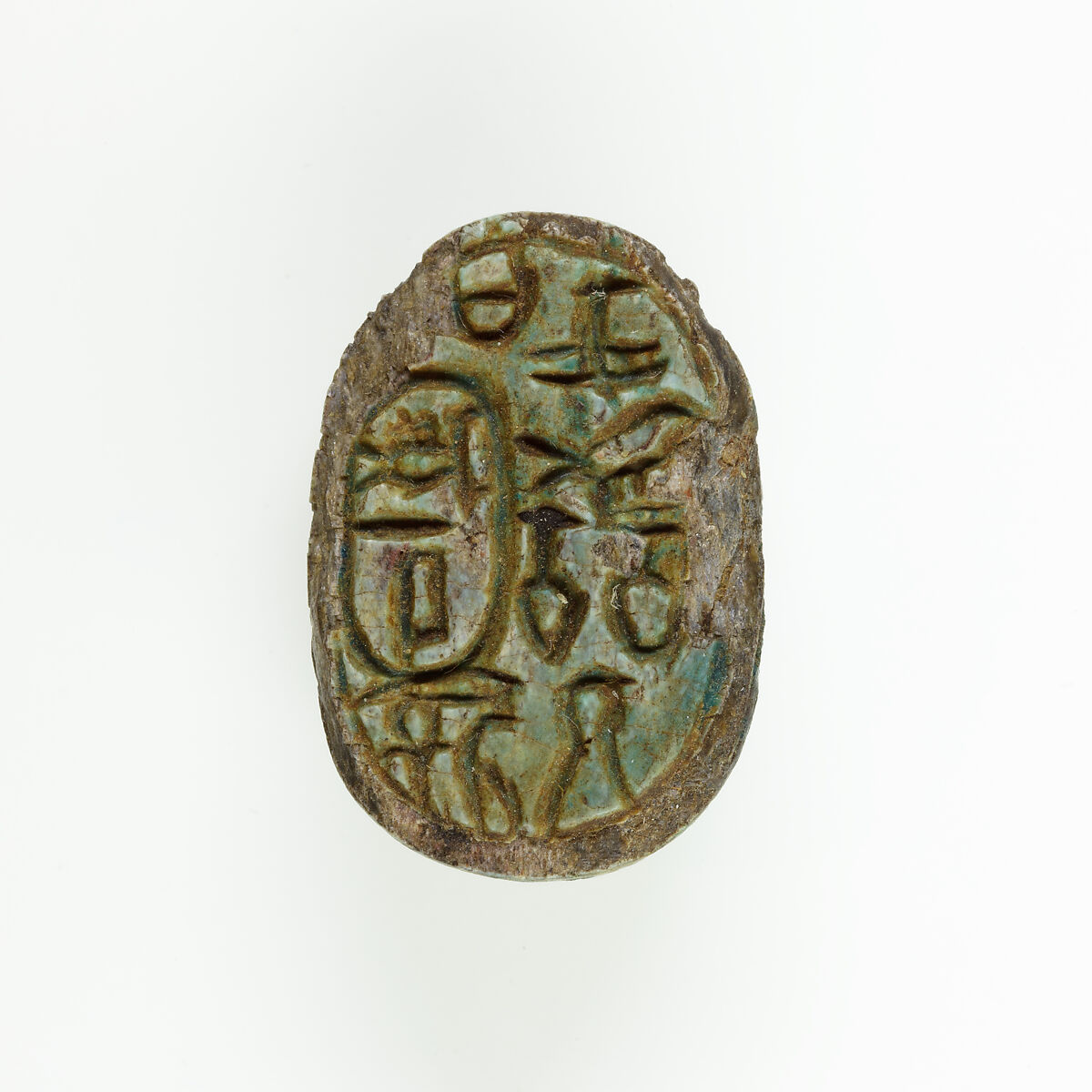
اسکراب ملکه ای‌ننی

ای‌نِنی (به انگلیسی: Ineni) که اینی و انینی هم گفته می‌شود، ملکه‌ای در مصر باستان بود که در دوران دودمان سیزدهم مصر (حدود ۱۷۰۰ پیش از میلاد) زندگی می‌کرد.
او دارای القابی چون همسر بزرگ سلطنتی و خنمت‌نفرحدجت بود. ایننی از جمله نخستین ملکه‌های مصر باستان است که نامش درون کارتوش نوشته شده است؛ شیوه‌ای که تا پیش از آن، تنها برای نام شاهان و برخی شاهدخت‌های دارای جایگاه ویژه به‌کار می‌رفت. نام همسر ایننی با قطعیت مشخص نیست، اما گمان می‌رود که او فرعون مرنفررع ای بوده باشد، چرا که اسکراب‌های ایننی از نظر سبک‌شناسی شباهت زیادی به مهرهای این پادشاه دارند.

## شواهد و آثار تاریخی
تا کنون، ایننی تنها از طریق ۲۱ اسکراب و یک اثر مهر بر روی گِل در کرمه شناخته شده است.
نمونه‌هایی از این آثار شامل:
- لندن، موزه بریتانیا (موزهٔ بریتانیا ئی‌ای ۳۲۳۱۱): یک اسکراب از جنس سنگ صابون لعاب‌دار سبز، با منشأ نامعلوم؛ سطح زیرین آن دارای کارتوش و لقب سلطنتی است.[۳]
- اورشلیم، موزه اسرائیل (موزهٔ اسرائیل ۷۶٫۳۱٫۳۸۸۸): اسکراب به ابعاد ۱۹×۱۲ میلی‌متر.[۴]
- نیویورک، موزه متروپولیتن (موزهٔ متروپولیتن ۲۲٫۱٫۴۱۸): اسکراب سبزرنگ از جنس سنگ صابون لعاب‌دار، به ابعاد ۲۲×۱۵×۹ میلی‌متر.[۵]